# Vingt-et-unième district congressionnel du Texas
Le 21e district congressionnel du Texas dessert la zone située au nord de San Antonio et une partie importante d'Austin, dans l'État du Texas. Les villes entièrement ou partiellement de ce district comprennent Boerne, Fredericksburg, Ingram, Kerrville, Kyle, New Braunfels et San Marcos. Le Représentant actuel du 21e district est le Républicain Chip Roy.

## Historique de vote
| Année | Poste      | Résultats              |
| ----- | ---------- | ---------------------- |
| 2000  | Président  | Bush 74,0 % - 24,0 %   |
| 2004  | Président  | Bush 66,0 % - 34,0 %   |
| 2008  | Président  | McCain 56,0 % - 42,0 % |
| 2012  | Président  | Romney 59,8 % - 37,9 % |
| 2012  | Sénat      | Cruz 58,0 % - 37,0 %   |
| 2016  | Président  | Trump 52,5 % - 42,5 %  |
| 2018  | Sénat      | Cruz 49,6 % - 49,5 %   |
| 2018  | Gouverneur | Abbott 55,0 % - 43,0 % |
| 2020  | Président  | Trump 51,0 % - 48,0 %  |

## Liste des Représentants du district
| Membre                             | Parti       | Années                            | Congrès     | Histoire électorale |
| ---------------------------------- | ----------- | --------------------------------- | ----------- | --- |
| District établit le 3 janvier 1935 |             |                                   |             | |
| Charles L. South (en)              | Démocrate   | 3 janvier 1935 - 3 janvier 1943   | 74e - 77e   | Élu en 1934. Réélu en 1936. Réélu en 1938. Réélu en 1940. |
| O. C. Fisher (en)                  | Démocrate   | 3 janvier 1943 - 31 décembre 1974 | 78e - 93e   | Élu en 1942. Réélu en 1944. Réélu en 1946. Réélu en 1948. Réélu en 1950. Réélu en 1952. Réélu en 1954. Réélu en 1956. Réélu en 1958. Réélu en 1960. Réélu en 1962. Réélu en 1964. Réélu en 1966. Réélu en 1968. Réélu en 1970. Réélu en 1972. Retrait. |
| Vacant                             | Vacant      | 31 décembre 1974 - 3 janvier 1975 | 93e         | |
| Bob Krueger (en)                   | Démocrate   | 3 janvier 1975 - 3 janvier 1979   | 94e , 95e   | Élu en 1974. Réélu en 1976. Retrait pour se présenter comme Sénateur des États-Unis. |
| Tom Loeffler (en)                  | Républicain | 3 janvier 1979 - 3 janvier 1987   | 96e - 99e   | Élu en 1978. Réélu en 1980. Réélu en 1982. Réélu en 1984. |
| Lamar Smith                        | Républicain | 3 janvier 1987 - 3 janvier 2019   | 100e - 115e | Élu en 1986. Réélu en 1988. Réélu en 1990. Réélu en 1992. Réélu en 1994. Réélu en 1996. Réélu en 1998. Réélu en 2000. Réélu en 2002. Réélu en 2004. Réélu en 2006. Réélu en 2008. Réélu en 2010. Réélu en 2012. Réélu en 2014. Réélu en 2016. Retrait. |
| Chip Roy                           | Républicain | 3 janvier 2019 - Présent          | 116e - 119e | Élu en 2018. Réélu en 2020. Réélu en 2022. Réélu en 2024. |

## Résultats des récentes élections
Voici les résultats des dix précédents cycles électoraux dans le district.

## Frontières historiques du district

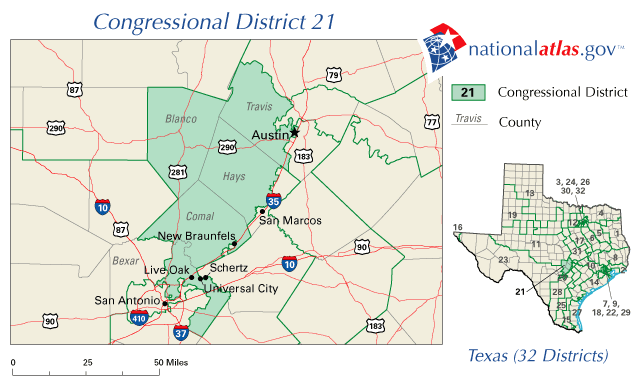
2005 - 2007

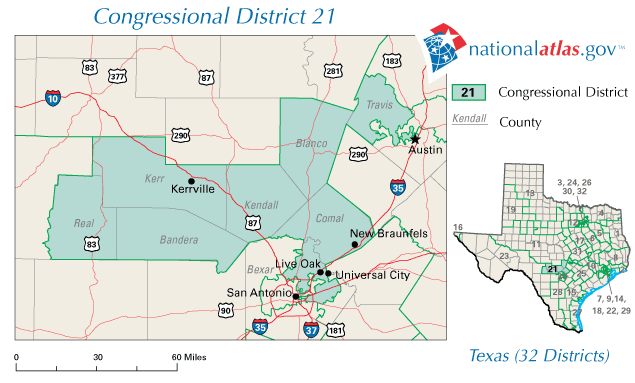
2007 - 2013

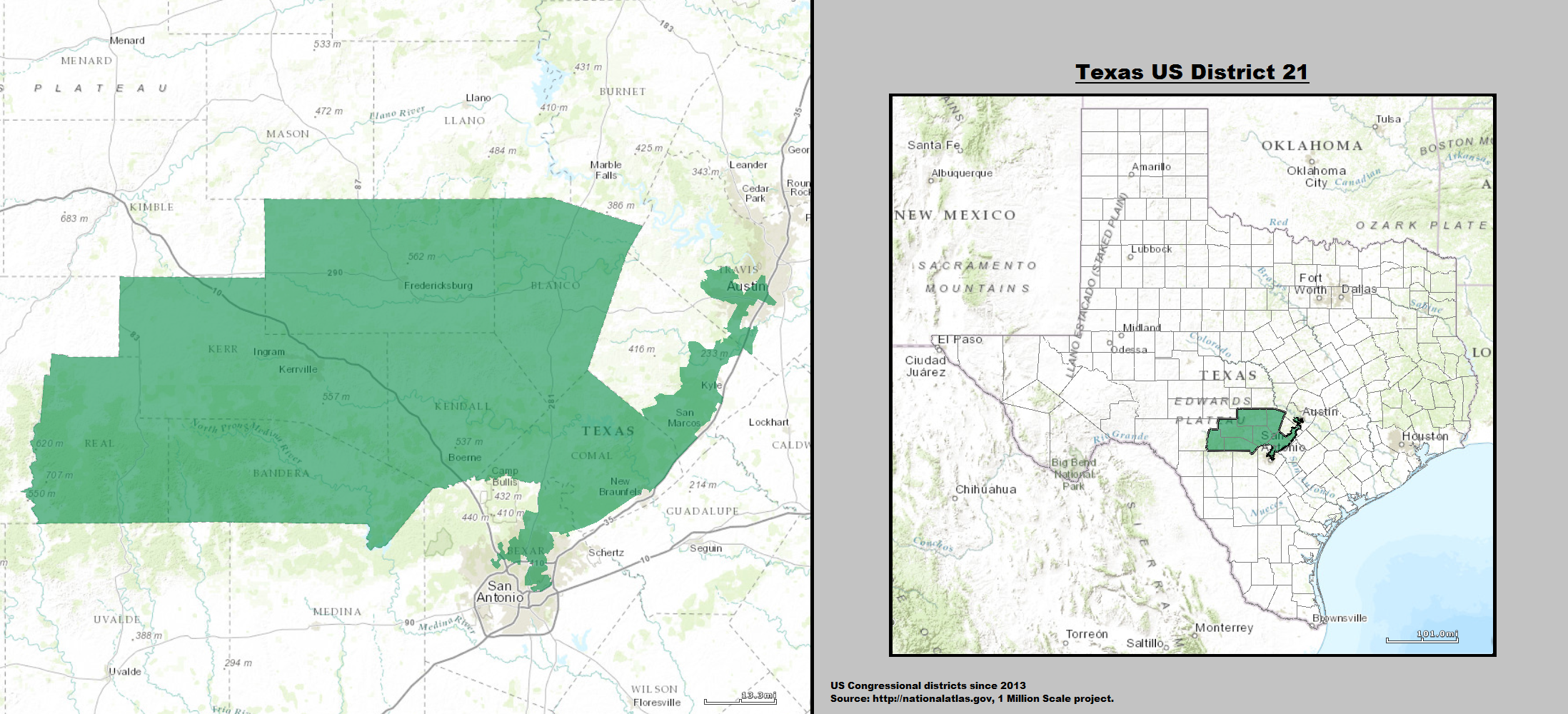
2013 - 2023

### 2004
| Élection de 2004 du 21e district congressionnel du Texas | Élection de 2004 du 21e district congressionnel du Texas | Élection de 2004 du 21e district congressionnel du Texas | Élection de 2004 du 21e district congressionnel du Texas | Élection de 2004 du 21e district congressionnel du Texas |
| -------------------------------------------------------- | -------------------------------------------------------- | -------------------------------------------------------- | -------------------------------------------------------- | -------------------------------------------------------- |
| Parti                                                    | Parti                                                    | Candidat                                                 | Votes                                                    | %                                                        |
|                                                          | Républicain                                              | Lamar Smith (sortant)                                    | 209 774                                                  | 61,5                                                     |
|                                                          | Démocrate                                                | Rhett Smith                                              | 121 129                                                  | 35,5                                                     |
|                                                          | Libertarien                                              | Jason Pratt                                              | 10 216                                                   | 3,0                                                      |
| Total des votes                                          | Total des votes                                          | Total des votes                                          | 341 119                                                  | 100 %                                                    |
|                                                          | Les Républicains conservent                              |                                                          |                                                          |                                                          |

### 2006
| Élection de 2006 du 21e district congressionnel du Texas | Élection de 2006 du 21e district congressionnel du Texas | Élection de 2006 du 21e district congressionnel du Texas | Élection de 2006 du 21e district congressionnel du Texas | Élection de 2006 du 21e district congressionnel du Texas |
| -------------------------------------------------------- | -------------------------------------------------------- | -------------------------------------------------------- | -------------------------------------------------------- | -------------------------------------------------------- |
| Parti                                                    | Parti                                                    | Candidat                                                 | Votes                                                    | %                                                        |
|                                                          | Républicain                                              | Lamar Smith (sortant)                                    | 122 486                                                  | 60,1                                                     |
|                                                          | Démocrate                                                | John Courage                                             | 49 957                                                   | 24,5                                                     |
|                                                          | Démocrate                                                | Gene Kelly                                               | 18 355                                                   | 9,0                                                      |
|                                                          | Indépendant                                              | Tommy Calvert                                            | 5280                                                     | 2,6                                                      |
|                                                          | Libertarien                                              | James Arthur Strohm                                      | 4076                                                     | 2,0                                                      |
|                                                          | Indépendant                                              | James Lyle Peterson                                      | 2189                                                     | 1,1                                                      |
|                                                          | Indépendant                                              | Mark Rossano                                             | 1439                                                     | 0,7                                                      |
| Total des votes                                          | Total des votes                                          | Total des votes                                          | 203 782                                                  | 100 %                                                    |
|                                                          | Les Républicains conservent                              |                                                          |                                                          |                                                          |

### 2008
| Élection de 2008 du 21e district congressionnel du Texas | Élection de 2008 du 21e district congressionnel du Texas | Élection de 2008 du 21e district congressionnel du Texas | Élection de 2008 du 21e district congressionnel du Texas | Élection de 2008 du 21e district congressionnel du Texas |
| -------------------------------------------------------- | -------------------------------------------------------- | -------------------------------------------------------- | -------------------------------------------------------- | -------------------------------------------------------- |
| Parti                                                    | Parti                                                    | Candidat                                                 | Votes                                                    | %                                                        |
|                                                          | Républicain                                              | Lamar Smith (sortant)                                    | 243 471                                                  | 80,0                                                     |
|                                                          | Libertarien                                              | James Arthur Strohm                                      | 60 879                                                   | 20,0                                                     |
| Total des votes                                          | Total des votes                                          | Total des votes                                          | 304 350                                                  | 100 %                                                    |
|                                                          | Les Républicains conservent                              |                                                          |                                                          |                                                          |

### 2010
| Élection de 2010 du 21e district congressionnel du Texas | Élection de 2010 du 21e district congressionnel du Texas | Élection de 2010 du 21e district congressionnel du Texas | Élection de 2010 du 21e district congressionnel du Texas | Élection de 2010 du 21e district congressionnel du Texas |
| -------------------------------------------------------- | -------------------------------------------------------- | -------------------------------------------------------- | -------------------------------------------------------- | -------------------------------------------------------- |
| Parti                                                    | Parti                                                    | Candidat                                                 | Votes                                                    | %                                                        |
|                                                          | Républicain                                              | Lamar Smith (sortant)                                    | 162 924                                                  | 68,9                                                     |
|                                                          | Démocrate                                                | Lainey Melnick                                           | 65 927                                                   | 27,9                                                     |
|                                                          | Libertarien                                              | James Arthur Strohm                                      | 7694                                                     | 3,3                                                      |
| Total des votes                                          | Total des votes                                          | Total des votes                                          | 236 545                                                  | 100 %                                                    |
|                                                          | Les Républicains conservent                              |                                                          |                                                          |                                                          |

### 2012
| Élection de 2012 du 21e district congressionnel du Texas | Élection de 2012 du 21e district congressionnel du Texas | Élection de 2012 du 21e district congressionnel du Texas | Élection de 2012 du 21e district congressionnel du Texas | Élection de 2012 du 21e district congressionnel du Texas |
| -------------------------------------------------------- | -------------------------------------------------------- | -------------------------------------------------------- | -------------------------------------------------------- | -------------------------------------------------------- |
| Parti                                                    | Parti                                                    | Candidat                                                 | Votes                                                    | %                                                        |
|                                                          | Républicain                                              | Lamar Smith (sortant)                                    | 187 015                                                  | 60,5                                                     |
|                                                          | Démocrate                                                | Candace E. Duval                                         | 109 326                                                  | 35,4                                                     |
|                                                          | Libertarien                                              | John Henry Liberty                                       | 12 524                                                   | 4,1                                                      |
| Total des votes                                          | Total des votes                                          | Total des votes                                          | 308 865                                                  | 100 %                                                    |
|                                                          | Les Républicains conservent                              |                                                          |                                                          |                                                          |

### 2014
| Élection de 2014 du 21e district congressionnel du Texas | Élection de 2014 du 21e district congressionnel du Texas | Élection de 2014 du 21e district congressionnel du Texas | Élection de 2014 du 21e district congressionnel du Texas | Élection de 2014 du 21e district congressionnel du Texas |
| -------------------------------------------------------- | -------------------------------------------------------- | -------------------------------------------------------- | -------------------------------------------------------- | -------------------------------------------------------- |
| Parti                                                    | Parti                                                    | Candidat                                                 | Votes                                                    | %                                                        |
|                                                          | Républicain                                              | Lamar Smith (sortant)                                    | 135 660                                                  | 71,8                                                     |
|                                                          | Vert                                                     | Antonio Diaz                                             | 27 831                                                   | 14,7                                                     |
|                                                          | Libertarien                                              | Ryan Shields                                             | 25 505                                                   | 13,5                                                     |
| Total des votes                                          | Total des votes                                          | Total des votes                                          | 188 996                                                  | 100 %                                                    |
|                                                          | Les Républicains conservent                              |                                                          |                                                          |                                                          |

### 2016
| Élection de 2016 du 21e district congressionnel du Texas | Élection de 2016 du 21e district congressionnel du Texas | Élection de 2016 du 21e district congressionnel du Texas | Élection de 2016 du 21e district congressionnel du Texas | Élection de 2016 du 21e district congressionnel du Texas |
| -------------------------------------------------------- | -------------------------------------------------------- | -------------------------------------------------------- | -------------------------------------------------------- | -------------------------------------------------------- |
| Parti                                                    | Parti                                                    | Candidat                                                 | Votes                                                    | %                                                        |
|                                                          | Républicain                                              | Lamar Smith (sortant)                                    | 202 967                                                  | 57,0                                                     |
|                                                          | Démocrate                                                | Thomas Wakely                                            | 129 765                                                  | 36,4                                                     |
|                                                          | Libertarien                                              | Mark Loewe                                               | 14 735                                                   | 4,1                                                      |
|                                                          | Vert                                                     | Antonio Diaz                                             | 8564                                                     | 2,4                                                      |
| Total des votes                                          | Total des votes                                          | Total des votes                                          | 356 031                                                  | 100 %                                                    |
|                                                          | Les Républicains conservent                              |                                                          |                                                          |                                                          |

### 2018
| Élection de 2018 du 21e district congressionnel du Texas, | Élection de 2018 du 21e district congressionnel du Texas, | Élection de 2018 du 21e district congressionnel du Texas, | Élection de 2018 du 21e district congressionnel du Texas, | Élection de 2018 du 21e district congressionnel du Texas, |
| --------------------------------------------------------- | --------------------------------------------------------- | --------------------------------------------------------- | --------------------------------------------------------- | --------------------------------------------------------- |
| Parti                                                     | Parti                                                     | Candidat                                                  | Votes                                                     | %                                                         |
|                                                           | Républicain                                               | Chip Roy                                                  | 177 654                                                   | 50,2                                                      |
|                                                           | Démocrate                                                 | Joseph Kopser                                             | 168 421                                                   | 47,6                                                      |
|                                                           | Libertarien                                               | Lee Santos                                                | 7542                                                      | 2,1                                                       |
| Total des votes                                           | Total des votes                                           | Total des votes                                           | 353 617                                                   | 100 %                                                     |
|                                                           | Les Républicains conservent                               |                                                           |                                                           |                                                           |

### 2020
| Élection de 2020 du 21e district congressionnel du Texas, | Élection de 2020 du 21e district congressionnel du Texas, | Élection de 2020 du 21e district congressionnel du Texas, | Élection de 2020 du 21e district congressionnel du Texas, | Élection de 2020 du 21e district congressionnel du Texas, |
| --------------------------------------------------------- | --------------------------------------------------------- | --------------------------------------------------------- | --------------------------------------------------------- | --------------------------------------------------------- |
| Parti                                                     | Parti                                                     | Candidat                                                  | Votes                                                     | %                                                         |
|                                                           | Républicain                                               | Chip Roy (sortant)                                        | 235 740                                                   | 52,0                                                      |
|                                                           | Démocrate                                                 | Wendy Davis                                               | 205 780                                                   | 45,4                                                      |
|                                                           | Libertarien                                               | Arthur DiBianca                                           | 8666                                                      | 1,9                                                       |
|                                                           | Vert                                                      | Thomas Wakely                                             | 3564                                                      | 0,8                                                       |
| Total des votes                                           | Total des votes                                           | Total des votes                                           | 453 750                                                   | 100 %                                                     |
|                                                           | Les Républicains conservent                               |                                                           |                                                           |                                                           |

### 2022
| Primaire Républicaine de 2022 du 21e district congressionnel du Texas | Primaire Républicaine de 2022 du 21e district congressionnel du Texas | Primaire Républicaine de 2022 du 21e district congressionnel du Texas | Primaire Républicaine de 2022 du 21e district congressionnel du Texas | Primaire Républicaine de 2022 du 21e district congressionnel du Texas |
| --------------------------------------------------------------------- | --------------------------------------------------------------------- | --------------------------------------------------------------------- | --------------------------------------------------------------------- | --------------------------------------------------------------------- |
| Parti                                                                 | Parti                                                                 | Candidat                                                              | Votes                                                                 | %                                                                     |
|                                                                       | Républicain                                                           | Chip Roy (sortant)                                                    | 78 087                                                                | 83,2                                                                  |
|                                                                       | Républicain                                                           | Robert Lowry                                                          | 7642                                                                  | 8,1                                                                   |
|                                                                       | Républicain                                                           | Dana Zavorka                                                          | 4206                                                                  | 4,5                                                                   |
|                                                                       | Républicain                                                           | Michael French                                                        | 3886                                                                  | 4,1                                                                   |

| Primaire Démocrate de 2022 du 21e district congressionnel du Texas | Primaire Démocrate de 2022 du 21e district congressionnel du Texas | Primaire Démocrate de 2022 du 21e district congressionnel du Texas | Primaire Démocrate de 2022 du 21e district congressionnel du Texas | Primaire Démocrate de 2022 du 21e district congressionnel du Texas |
| ------------------------------------------------------------------ | ------------------------------------------------------------------ | ------------------------------------------------------------------ | ------------------------------------------------------------------ | ------------------------------------------------------------------ |
| Parti                                                              | Parti                                                              | Candidat                                                           | Votes                                                              | %                                                                  |
|                                                                    | Démocrate                                                          | Claudia Zapata                                                     | 16 604                                                             | 47,2                                                               |
|                                                                    | Démocrate                                                          | Ricardo Villarreal                                                 | 9590                                                               | 27,3                                                               |
|                                                                    | Démocrate                                                          | Coy Branscum                                                       | 3157                                                               | 9,0                                                                |
|                                                                    | Démocrate                                                          | David Anderson                                                     | 3038                                                               | 8,6                                                                |
|                                                                    | Démocrate                                                          | Scott Sturm                                                        | 1865                                                               | 5,3                                                                |
|                                                                    | Démocrate                                                          | Cherif Gacis                                                       | 902                                                                | 2,6                                                                |

| Second Tour de la Primaire Démocrate de 2022 du 21e district congressionnel du Texas | Second Tour de la Primaire Démocrate de 2022 du 21e district congressionnel du Texas | Second Tour de la Primaire Démocrate de 2022 du 21e district congressionnel du Texas | Second Tour de la Primaire Démocrate de 2022 du 21e district congressionnel du Texas | Second Tour de la Primaire Démocrate de 2022 du 21e district congressionnel du Texas |
| ------------------------------------------------------------------------------------ | ------------------------------------------------------------------------------------ | ------------------------------------------------------------------------------------ | ------------------------------------------------------------------------------------ | ------------------------------------------------------------------------------------ |
| Parti                                                                                | Parti                                                                                | Candidat                                                                             | Votes                                                                                | %                                                                                    |
|                                                                                      | Démocrate                                                                            | Claudia Zapata                                                                       | 13 886                                                                               | 63,5                                                                                 |
|                                                                                      | Démocrate                                                                            | Ricardo Villarreal                                                                   | 7996                                                                                 | 36,5                                                                                 |

| Élection de 2022 du 21e district congressionnel du Texas | Élection de 2022 du 21e district congressionnel du Texas | Élection de 2022 du 21e district congressionnel du Texas | Élection de 2022 du 21e district congressionnel du Texas | Élection de 2022 du 21e district congressionnel du Texas |
| -------------------------------------------------------- | -------------------------------------------------------- | -------------------------------------------------------- | -------------------------------------------------------- | -------------------------------------------------------- |
| Parti                                                    | Parti                                                    | Candidat                                                 | Votes                                                    | %                                                        |
|                                                          | Républicain                                              | Chip Roy (sortant)                                       | 207 426                                                  | 62,8                                                     |
|                                                          | Démocrate                                                | Claudia Zapata                                           | 122 655                                                  | 37,2                                                     |
| Total des votes                                          | Total des votes                                          | Total des votes                                          | 330 081                                                  | 100 %                                                    |
|                                                          | Les Républicains conservent                              |                                                          |                                                          |                                                          |

### 2024
| Primaire Républicaine de 2024 du 21e district congressionnel du Texas | Primaire Républicaine de 2024 du 21e district congressionnel du Texas | Primaire Républicaine de 2024 du 21e district congressionnel du Texas | Primaire Républicaine de 2024 du 21e district congressionnel du Texas | Primaire Républicaine de 2024 du 21e district congressionnel du Texas |
| --------------------------------------------------------------------- | --------------------------------------------------------------------- | --------------------------------------------------------------------- | --------------------------------------------------------------------- | --------------------------------------------------------------------- |
| Parti                                                                 | Parti                                                                 | Candidat                                                              | Votes                                                                 | %                                                                     |
|                                                                       | Républicain                                                           | Chip Roy (sortant)                                                    | 96 610                                                                | 100%                                                                  |

| Primaire Démocrate de 2024 du 21e district congressionnel du Texas | Primaire Démocrate de 2024 du 21e district congressionnel du Texas | Primaire Démocrate de 2024 du 21e district congressionnel du Texas | Primaire Démocrate de 2024 du 21e district congressionnel du Texas | Primaire Démocrate de 2024 du 21e district congressionnel du Texas |
| ------------------------------------------------------------------ | ------------------------------------------------------------------ | ------------------------------------------------------------------ | ------------------------------------------------------------------ | ------------------------------------------------------------------ |
| Parti                                                              | Parti                                                              | Candidat                                                           | Votes                                                              | %                                                                  |
|                                                                    | Démocrate                                                          | Kristin Hook                                                       | 28 579                                                             | 100%                                                               |

| Élection de 2024 du 21e district congressionnel du Texas | Élection de 2024 du 21e district congressionnel du Texas | Élection de 2024 du 21e district congressionnel du Texas | Élection de 2024 du 21e district congressionnel du Texas | Élection de 2024 du 21e district congressionnel du Texas |
| -------------------------------------------------------- | -------------------------------------------------------- | -------------------------------------------------------- | -------------------------------------------------------- | -------------------------------------------------------- |
| Parti                                                    | Parti                                                    | Candidat                                                 | Votes                                                    | %                                                        |
|                                                          | Républicain                                              | Chip Roy (sortant)                                       | 263 744                                                  | 61,85                                                    |
|                                                          | Démocrate                                                | Kristin Hook                                             | 153 765                                                  | 36,06                                                    |
|                                                          | Libertarien                                              | Bob King                                                 | 8 914                                                    | 2,09                                                     |
| Total des votes                                          | Total des votes                                          | Total des votes                                          | 426 423                                                  | 100 %                                                    |
|                                                          | Les Républicains conservent                              |                                                          |                                                          |                                                          |